# Jules Dalou (escultura)
El busto de Jules Dalou es un retrato que fue realizado por Auguste Rodin para su amigo y  también escultor, Jules Dalou . Es una escultura realizada en bronce con pátina café y verde(52x43x23.7cm).

## Inspiración y significado de la obra.
Rodin y Dalou se conocieron en la Petite Ècole , fueron compañeros de clase y se hicieron amigos desde entonces. En 1883  Rodin realizó el busto parar celebrar la medalla de honor  que unos años antes, Dalou había recibido en su debut en el Salón , momento en el cual fue reconocido  como uno de los grandes artistas de la época. 
Se considera que Rodin en sus obras de independientes y a pequeña escala, podía proyectar aspectos más informales e íntimos del artista en las mismas, ya que estas podía trabajar de manera libre en ellas. Particularmente en esta obra se puede apreciar un penetrante estudio de carácter y destaca  " Una masculina virilidad en la cabeza y una gran dignidad teñida con tristeza". La cual se ve reflejada por los rasgos del rostro y la tensión de los músculos de la figura.La obra fue enviada a Dalou en 1897 ,cuando este regresó de Gran Bretaña. Sin embargo un poco más tarde por desacuerdos provocados por el busto y el monumento al escritor Victor Hugo, su amistad terminaría.